# Dog z Majorki
Dog z Majorki (oryginalna nazwa ca de bou) – rasa psa zaliczana do grupy molosów w typie doga, wyhodowana w XVII wieku na Balearach. Pierwotnie przeznaczona była do szczucia byków i do walki z psami. Współcześnie pełni rolę psa stróżującego i psa-towarzysza. Nie podlega próbom pracy.

## Rys historyczny
Przodków współczesnego ca de bou hodowano na Balearach pomiędzy 1270–1570, w czasach wielkich wypraw morskich. W portowych zakątkach urządzano walki psów, w których o życie walczyły miejscowe psy Hiszpanów ca de bestiar z przyjezdnymi buldogami angielskimi. W pewnym momencie skrzyżowano te dwie rasy i zaczęto hodować jako nową, niezależną linię. Psów nowo powstałej rasy zaczęto także używać na tradycyjnych hiszpańskich placach boju, czyli do walki z bykami – wtedy powstała nazwa rasy: ca de bou, czyli pies na byki.

Głowa samca ca de bou

Gdy zakazano walk psów z bykami, ca de bou przestały cieszyć się popularnością wśród Hiszpanów. Rasa zaczęła zanikać, do czasu aż hiszpańscy hodowcy przypomnieli sobie o niej. Wtedy też odrodzili rasę, która została uznana przez FCI w 1965 roku pod nazwą perro de presa mallorquin. Od 1977 roku oficjalna nazwa rasy, zaakceptowana przez FCI brzmi „Perro Dogo Mallorquin” (dog z Majorki) lub „Ca de Bou”.

## Klasyfikacja FCI
W klasyfikacji FCI rasa ta została zaliczona do grupy II – Pinczery, sznaucery, molosy i szwajcarskie psy do bydła, sekcja 2.1 – Molosy typu mastifa.

## Zachowanie i charakter
Pies jest zrównoważony i spokojny, potrafi dobrze współpracować z człowiekiem, jest wierny i oddany, lubi towarzyszyć dzieciom. Wymaga konsekwentnego prowadzenia, bez przyuczania do agresji. Jak najwcześniej powinien być przyzwyczajany do obecności innych zwierząt.

## Popularność
Ca de bou nie jest rasą popularną chociaż ma stałe grono miłośników. Dzięki hodowcom zainteresowanym wystawami rasa przeżywa odrodzenie, a hodowcy dokładają starań by wrócić do jedynego poprawnego typu jakim jest ca de bou, który można zobaczyć na Monografikach (specjalistycznych wystawach klubowych) organizowanych na Majorce. W roku 2010 miała miejsce I Krajowa Wystawa Dogów z Majorki w Legnickim Polu (a zarazem III Copa Internacional del Ca de Bou) sędziowana przez specjalistę, wieloletniego hodowcę i prezydenta klubu rasy – Sergio Gual Fournier, na którą zgłoszonych zostało aż 46 psów tej rasy z 6 krajów.

### Klub rasy w Polsce
W Polsce nie ma odrębnego klubu rasy – ca de bou jest rasą podlegającą pod Polski Klub Molosa. Delegatem wyznaczonym przez Club Espanol del Ca de Bou z siedzibą na Majorce została Agnieszka Frańczak.

## Prawo
W Polsce pies z Majorki został ujęty w wykazie ras psów uznawanych za agresywne.